# Andrés de la Muela

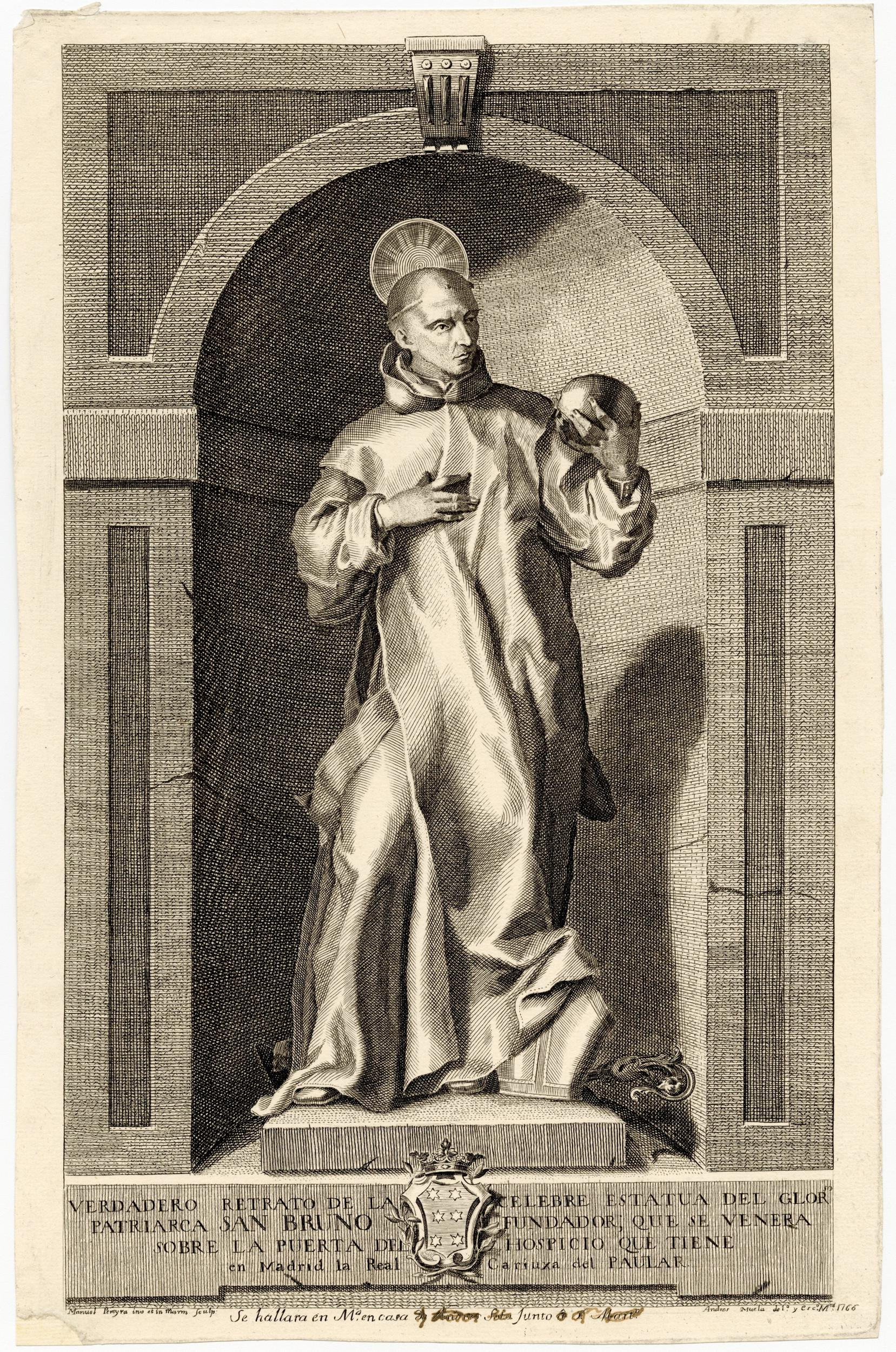
Verdadero retrato de la célebre estatua del glorioso patriarca San Bruno..., 1766. Buril de Andrés de la Muela según la escultura de Manuel Pereira localizada en la hospedería de la Cartuja de El Paular en Madrid.

Andrés de la Muela, nacido en 1745, fue un grabador calcográfico español con actividad documentada en Madrid de 1760 a 1786, y en 1800 y 1804 en Valladolid, donde firmó y fechó dos grabados dedicados a la Beata Mariana de Jesús.

## Biografía y obra
Alumno de la Real Academia de Bellas Artes de San Fernando, en 1766 se presentó al concurso anual de grabado convocado por la institución, al que los aspirantes debían presentar un dibujo de la estatua de Julia Mancea, uno de los vaciados de esculturas clásicas conservados en la propia academia, y la lámina de cobre obtenida a partir del dibujo grabada solo a buril, en tamaño cuartilla y acompañada de seis estampas. Como único competidor tuvo a Joaquín Ballester, que se llevó todos los votos del jurado.
En mayo de 1777, diciéndose natural de esta Corte y abridor de láminas y sellos en ella, presentó una solicitud al rey ofreciéndose a instruir a los dibujantes que iban a acompañar a la Expedición Botánica al Reino del Perú en el modo de estampar con rapidez y exactitud todo género de hierbas, sirviéndose de un método de su invención. Informó desfavorablemente Casimiro Gómez Ortega, a cuyo cargo estaba la organización de la expedición, dando una explicación de aquello en lo que, según había podido deducir, consistía el secreto, que consistía en dar a la planta un baño de barniz (cuya composición es lo que se ofrecía Andrés de la Muela a desvelar) mezclado con cualquier color y estampar luego sobre el papel el vegetal así tratado. Gómez Ortega concluía que el dibujo así obtenido consistiría en una mancha uniforme y no sería una representación de su figura natural por carecer de claros y oscuros y de relieve. No obstante, decía, no carecía de toda utilidad «el artificio con que Muela ha estampado las figuras de plantas que presenta», pues podía servir en situaciones en las que no hubiera tiempo ni comodidad para realizar un dibujo convencional, por lo que, siendo Muela 

el primero en España, que ha estampado plantas en la forma que llevo expuesta; soy de dictamen, que para animar la notoria aplicación de este honrado, pobre, y ávil Artífice se le podría, si fuese de la aprobación de V. S. Yª. admitir su propuesta, y recompensársela con alguna gratificación pecuniaria, que sirva de algún alivio a su dilatada familia, y a él le estimule a emplear su genio naturalmente industrioso en nuevos descubrimientos de más utilidad.

El resultado del citado concurso académico podría haber marcado su carrera posterior, desarrollada al margen de las grandes empresas ilustradas promovidas por la Imprenta Real y la Real Calcografía, en las que encontraron acomodo los más destacados de los jóvenes burilistas formados en la Academia de San Fernando o en la valenciana de San Carlos, pero con una producción relativamente abundante y, aunque variada, con predominio de las imágenes devotas en estampas sueltas encargadas por particulares, sin faltar las ilustraciones para libros. En este orden y para la imprenta de Joaquín Ibarra, en 1773 proporcionó algunas de las estampas con que salió ilustrada la Pasmosa vida, heroycas virtudes y singulares milagros del [...] glorioso San Juan de Dios de Manuel Trinchería, reeditada con las mismas ilustraciones en 1829, y en 1778 firmó la anteportada de las Aventuras de Telémaco, hijo de Ulises de François Fénelon para la edición de Benito Caño, en la que podrían corresponderle también las estampas interiores copiadas de las que hizo Matías de Irala para la edición de 1723.
Son suyos, aunque no todos firmados, los mapas del Nuevo método para aprender la geografía de Juan Antonio González Cañaveras, impreso en Madrid por Juan Antonio Lozano en 1775, y el Mapa coro-graphico de la Nueva Andalucía, provincias de Cumaná y Guayana, vertientes del Orinoco, publicado al fin del cuarto libro de la Historia coro-graphica natural y evangélica de la Nueva Andalucía de fray Antonio Caulín, editada en Madrid en 1779.
Como estampas sueltas de devoción cabe mencionar las que reproducen imágenes veneradas en recintos sagrados de Madrid y sus alrededores, entre ellas las de la Virgen de Loreto como se encontraba en el Colegio de Nuestra Señora de Loreto (1765) y la del Santo Cristo del Olvido y Nuestra Señora de los Dolores de la iglesia de San Sebastián, fechada en 1766; las del Ángel de la Guarda, imagen venerada en la ermita del Cristo de la Oliva en el camino de Atocha, y la del Arcángel San Rafael, del convento de San Juan de Dios, o el Verdadero retrato del Santo Niño Inocente de la Guardia [..] patrono de dicha villa (Madrid, 1776). El mismo año de su fracaso en el concurso académico, dibujó y grabó con limpieza la célebre estatua de San Bruno de Manuel Pereira, en su momento colocada dentro de una hornacina en la fachada de la hospedería que la Real Cartuja de El Paular tenía en Madrid, en la calle de Alcalá, y ahora guardada en el museo de la Academia de San Fernando.

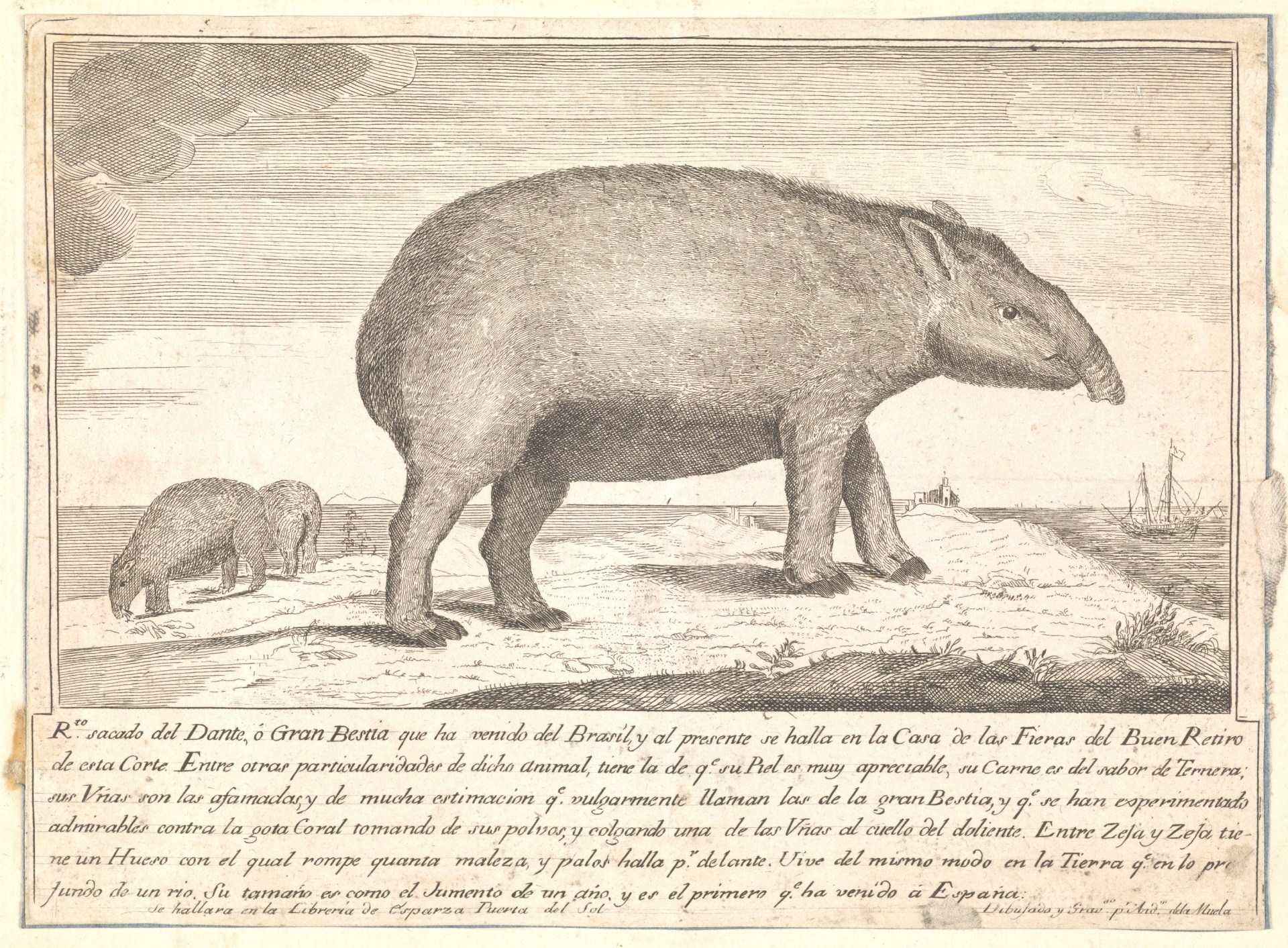
Retrato sacado del Dante o Gran Bestia (tapir amazónico), aguafuerte, c. 1776. Huella de la lámina 215 x 158 mm. Madrid, Museo del Prado.

En el grabado de reproducción se le conoce una estampa con Hércules tirio por pintura atribuida a Rubens y dibujo de Gregorio Ferro.
En el género de la noticia gráfica lindando con la representación de casos maravillosos y fenómenos de la naturaleza, el Museo del Prado guarda una estampa con la imagen de un tapir amazónico ante un paisaje marino y una leyenda donde se explica como retrato 

sacado del Dante, o Gran Bestia que ha venido del Brasil, y al presente se halla en la Casa de Fieras del Buen Retiro /  de esta Corte. Entre otras particularidades de dicho animal, tiene la de que su Piel es muy apreciable, su Carne es del sabor de Ternera; / sus Uñas son las afamadas y de mucha estimación que vulgarmente llaman las de la gran Bestia, y que se han experimentado / admirables contra la gota Coral tomando de sus polvos, y colgando una de las Uñas al cuello del doliente. Entre Zeja y Zeja tie-/ ne un Hueso con el que rompe cuanta maleza, y palos halla por delante. Vive del mismo modo en la Tierra que en lo pro-/fundo de un río. Su tamaño es como el Jumento de un año, y es el primero que ha venido a España».

Firmado por Andrés de la Muela como autor del dibujo y del grabado, la estampa se vendía en la librería de Esparza en la Puerta del Sol. Otro, muy semejante aunque no firmado, es el grabado de una osa hormiguera fechado en 1776, del que hay estampa en el British Museum, donde se atribuye la invención a Goya por su relación con la pintura de La osa hormiguera de su majestad del Museo Nacional de Ciencias Naturales de Madrid. Esta segunda estampa se anunciaba a la venta en la Gazeta de Madrid del 15 de abril de 1777 muy significativamente junto con la de un pez monstruoso hallado en Chiclana:

Estampa de un montruoso pescado de 26 varas de largo y 16 de grueso, que en 11 de Febrero de este año arrojó el mar á la playa de la Barrosa, junto á la torre del Puerco, en la Villa de Chiclana, distante tres leguas de Cádiz, con una relación individual de sus dimensiones y estructura y de la magnitud de su boca, por la qual abierta podía pasearse un hombre. Se hallará en la Librería de Esparza, Puerta del Sol, con la estampa de la Osa hormiguera.